# Torba Erik
Torba Erik (Esztergom, 1996. február 1. –) magyar kötöttfogású birkózó. A BHSE sportolója. 2018-ban a birkózó világbajnokságon versenyzett 60 kg-os súlycsoportban. Ugyanebben a versenyszámban ezüstérmet szerzett a 2019. évi Európa-játékokon.

## Sportpályafutása
A 2017-es felnőtt birkózó világbajnokság selejtezőjében a grúz Lasha Mariamidze volt ellenfele, akit 10–2-re legyőzött. Következő ellenfele az orosz Sztyepan Marjanjan volt, aki 4–0-ra győzött, így a magyar kiesett.
A 2018-as birkózó-világbajnokságon a selejtezőben a 60 kilogrammosok súlycsoportjában lépett szőnyegre.
A 2019. évi Európa-játékokon a 60 kg-osok súlycsoportjában egészen a döntőig eljutott, ahol azonban 9–0-ra kikapott az orosz Sztyepan Marjanyantól.
A 2019-es nur-szultani világbajnokságon az első mérkőzésén kikapott az orosz Szergej Jemelintől, majd a vigaszágon a román Razvan Arnaut ellen is vereséget szenvedett a 60 kilogrammosok mezőnyében.
A 2020-as római Európa-bajnokságon bronzérmet szerzett a kötöttfogásúak 63 kilogrammos súlycsoportjában.